# Giorgos Georgiadis
Giorgos Georgiadis (Grieks: Γιώργος Γεωργιάδης; Serres, 14 november 1987) is een Grieks voormalig voetballer die doorgaans speelde als rechtsbuiten. Tussen 2005 en 2024 was hij actief voor Panserraikos, PAOK Saloniki, PAE Veria, AEL Limasol, Ermis Aradippou, Doxa Drama, Şamaxı, Elazığspor, opnieuw Panserraikos, Apollon Paralimnio en Iraklis Ammoudias. Georgiadis maakte in 2010 zijn debuut in het Grieks voetbalelftal en kwam uiteindelijk tot drie interlandoptredens.

## Clubcarrière
Georgiadis speelde in de jeugdopleiding van PAOK Saloniki, maar in 2005 verkaste hij naar Panserraikos, waar hij vaker aan spelen toe zou komen. In zes jaar tijd kwam de aanvaller bij die club tot 145 wedstrijden, waarin hij 26 keer tot scoren zou komen. Met die cijfers dwong hij een transfer naar zijn oude club, PAOK, af. Op 4 augustus 2011 maakte hij zijn debuut, toen er in de Europa League met 3–0 gewonnen werd van Vålerenga IF. Op 29 januari 2012 scoorde Georgiadis zijn eerste competitietreffer, tegen AEK Athene (0–2 winst). Op 30 november 2011 gaf hij beide assists bij de doelpunten van Dimitrios Salpigidis en Stefanos Athanasiadis tijdens een 2–1 overwinning op Tottenham Hotspur op White Hart Lane. In 2014 maakte Georgiadis de overstap naar PAE Veria. Twee jaar later verkaste de vleugelaanvaller naar het buitenland, ten hij tekende voor AEL Limasol.
In 2017 werd Ermis Aradippou zijn nieuwe werkgever. Zijn eerste halve seizoen leverde vooral wedstrijden op de reservebank op en in januari 2018 liet Doxa Drama hem terugkeren naar Griekenland. Georgiadis verkaste in september 2018 naar Şamaxı, waar hij vier maanden speelde. Op de laatste dag van de transfermarkt in de winterstop van het seizoen 2018/19 tekende hij voor anderhalf jaar bij Elazığspor, dat tweeëntwintig spelers haalde in twee uur tijd. Voor de Turkse club speelde Georgiadis niet meer dan één competitiewedstrijd, waarna Panserraikos hem terughaalde naar Griekenland. Deze club verliet hij medio 2021 weer. Hierop tekende hij voor twee seizoenen voor Apollon Paralimnio. Medio 2023 verkaste hij naar Iraklis Ammoudias, waar hij een jaar later vertrok. Hierop besloot Georgiadis op zesendertigjarige leeftijd een punt te zetten achter zijn actieve loopbaan.

## Interlandcarrière
Georgiadis debuteerde op 7 november 2010 in het Grieks voetbalelftal. Op die dag werd er met 1–2 gewonnen van Oostenrijk. De aanvaller begon op de reservebank, maar van bondscoach Fernando Santos mocht hij zes minuten voor het einde van het duel invallen voor Lazaros Christodoulopoulos.
| Interlands van Giorgos Georgiadis voor Griekenland | Interlands van Giorgos Georgiadis voor Griekenland | Interlands van Giorgos Georgiadis voor Griekenland | Interlands van Giorgos Georgiadis voor Griekenland | Interlands van Giorgos Georgiadis voor Griekenland | Interlands van Giorgos Georgiadis voor Griekenland | Interlands van Giorgos Georgiadis voor Griekenland |
| №                                                  | Datum                                              | Wedstrijd                                          | Uitslag                                            | Competitie                                         | Goals                                              |                                                    |
| Als speler bij Panserraikos                        | Als speler bij Panserraikos                        | Als speler bij Panserraikos                        | Als speler bij Panserraikos                        | Als speler bij Panserraikos                        | Als speler bij Panserraikos                        | Als speler bij Panserraikos                        |
| -------------------------------------------------- | -------------------------------------------------- | -------------------------------------------------- | -------------------------------------------------- | -------------------------------------------------- | -------------------------------------------------- | -------------------------------------------------- |
| 1                                                  | 7 november 2010                                    | Oostenrijk – Griekenland                           | 1 – 2                                              | Vriendschappelijk                                  |                                                    |                                                    |
| 2                                                  | 9 februari 2011                                    | Griekenland – Canada                               | 1 – 0                                              | Vriendschappelijk                                  |                                                    |                                                    |
| Als speler bij PAOK Saloniki                       |                                                    |                                                    |                                                    |                                                    |                                                    |                                                    |
| 3                                                  | 6 september 2011                                   | Letland – Griekenland                              | 1 – 1                                              | EK 2012 kwalificatie                               |                                                    |                                                    |